# Xanthorhoe griseiviridis
Xanthorhoe griseiviridis är en fjärilsart som beskrevs av George Francis Hampson 1896. Xanthorhoe griseiviridis ingår i släktet Xanthorhoe och familjen mätare. Inga underarter finns listade i Catalogue of Life.